# Gyula Káté
Gyula Káté (Budapest, 3 de febrero de 1982) es un deportista húngaro que compitió en boxeo.
Ganó dos medallas de bronce en el Campeonato Mundial de Boxeo Aficionado, en los años 2003 y 2009, y cuatro medallas en el Campeonato Europeo de Boxeo Aficionado entre los años 2004 y 2010.

## Palmarés internacional
| Campeonato Mundial | Campeonato Mundial      | Campeonato Mundial | Campeonato Mundial |
| Año                | Lugar                   | Medalla            | Categoría          |
| ------------------ | ----------------------- | ------------------ | ------------------ |
| 2003               | Bangkok (Tailandia)     | Medalla de bronce  | 60 kg              |
| 2009               | Milán (Italia)          | Medalla de bronce  | 64 kg              |
| Campeonato Europeo |                         |                    |                    |
| Año                | Lugar                   | Medalla            | Categoría          |
| 2004               | Pula (Croacia)          | Medalla de bronce  | 60 kg              |
| 2006               | Plovdiv (Bulgaria)      | Medalla de bronce  | 64 kg              |
| 2008               | Liverpool (Reino Unido) | Medalla de plata   | 64 kg              |
| 2010               | Moscú (Rusia)           | Medalla de plata   | 64 kg              |